# رابرت پاین
رابرت پاین (به انگلیسی: Robert Treat "Bob" Paine III؛ زاده ۱۳ آوریل ۱۹۳۳ - درگذشت ۱۳ ژوئن ۲۰۱۶) یک بوم‌شناس آمریکایی بود. او کاشف گونه‌های کلیدی است. وی پژوهش جالبی در مورد اثر صیادی بر کاهش رقابت در اجتماعات زیستی انجام داد. او در این پژوهش تأثیر ستاره دریایی روی تعداد و نوع گونه‌هایی که در مناطق جزر و مدی دریا زندگی می‌کنند را بررسی کرد. ستاره دریایی یک جانور شکارچی است و از جانوران آبزی مانند صدف‌های باریک و پهن تغذیه می‌کند. او ستاره‌های دریایی یک منطقه زیستی طبیعی را از آنجا خارج کرد. پس از آن او مشاهده کرد که تعداد گونه‌های شکار این جاندار در آن منطقه از ۱۵ به ۸ رسید. در واقع موضوع این بود که صدف‌های باریک که شکار اصلی این جاندار به حساب می‌آیند چون توان رقابتی بالایی دارند در رقابت با سایر گونه‌ها آن هفت گونه را از محیط حذف می‌کنند. پس هنگامی که ستاره‌های دریایی در محیط موجود باشند با شکار این صدف‌ها تعداد آن‌ها را کاهش می‌دهند و در نتیجه رقابت و اثرات آن نیز کاهش می‌یابد.